# 基希林特尔恩
基希林特尔恩（德語：Kirchlinteln，發音：[ˈkɪʁçlɪntln̩]）是德国下萨克森州费尔登县的市镇，面积174.68平方千米，2023年12月31日人口为10,339人。